# Bergstraße (Kiel)
Die Bergstraße ist Kiels älteste und gleichzeitig meistbesuchte Vergnügungsstraße im Stadtteil Damperhof. Sie ist etwa 300 Meter lang und erstreckt sich von der Holtenauer Straße / Brunswiker Straße bis zum Kleinen Kiel, wo sie in den Martensdamm übergeht. Bekannt ist die Bergstraße vor allem für die Konzentration von Nachtclubs und Bars.

## Geschichtliches
Nachdem sich Ende der 1960er Jahre die ersten Nachtclubs und Diskotheken in Kiel etabliert hatten, eröffnete 1970 in der Kieler Bergstraße das EX2000, später Charles Dickens, Ende der 70er der Hinterhof, welcher allerdings besonders bei der älteren Generation mit ihrem Rauschgift- und Schmuddelimage zu kämpfen hatten. Daher blieben sie längere Zeit eher Anlaufpunkt für Szene- und Untergrundklientel. Anfang der 80er Jahre erlebte die Bergstraße durch den internationalen Erfolg der Discomusik einen Aufschwung und erfuhr mehr gesellschaftliche Akzeptanz. Als sich in den 90er Jahren Großraumdiscos außerhalb des Kieler Stadtzentrums – wie MAX, Traumfabrik (jetzt TraumGmbH), K7 und Atrium – als Attraktionen durchsetzten, blieb die Bergstraße vor allem für die Rock- und Alternativszene Anlaufpunkt Nummer eins. Bis heute bekannte Clubs wie das Tucholsky entstanden in dieser Zeit. Heute ist sie neben verschiedenen Off-Location-Partys und der Pumpe wieder Anlaufziel Nummer 1 für alle Partygänger aus Kiel und Umgebung.

### Frühere Etablissements

#### Subway
Das Subway war ein bekannter Indie/Alternative Club und Kulturzentrum in der Kieler Bergstraße, der von 1988 bis 1995 eine große Bandbreite von Gästen aus der alternativen Untergrundszene anzog. Im Rahmen einer Subway-Revival-Party im nahegelegenen Kulturzentrum die Pumpe im Jahre 2011 erinnerten sich viele frühere Stammgäste an das charakteristische Etablissement.

## Verkehrsanbindung
Die Bergstraße kann gut mit den Öffentlichen Verkehrsmitteln erreicht werden. Neben den Busverbindungen zu den Haltestellen Lorentzendamm (aus Richtung Hauptbahnhof) und Dreiecksplatz (aus Richtung Wik und Düsternbrook) mit den Linien 11, 12, 13, 45, 60S, 81, 91 und 744 bietet sich auch die Anfahrt mit dem Fahrrad an, da Parkplätze schwierig zu finden sind.